# قيثاريات الشكل
قيثاريات الشكل (الاسم العلمي: Rhinopristiformes)، رتبة أسماك بحرية من الشفنينيات الغضروفية المرتبطة بأسماك القرش. تضم مجموعة من أسماك الشفنين المتحالفة.